# Рохас, Хосе Хоакин
Хосе Хоакин Рохас Хиль (исп. José Joaquín Rojas Gil; род. 8 июня 1985, Сьеса) — испанский профессиональный шоссейный велогонщик, выступающий за команду «Movistar Team». Двукратный Чемпион Испании в групповой гонке.

## Карьера
Первый профессиональный контракт Рохас подписал в 2006 году с командой «Либерти Сегурос», которая по ходу сезона была переименована в «Astana-Wurth». Главным достижением первого года для испанца стала победа в нехарактерном для спринтера зачёте — он выиграл горную классификацию весенней многодневки Тиррено-Адриатико.
2007 год Рохас начал в составе испанской «Caisse d'Epargne». В этом году Хосе Хоакин одержал первую профессиональную победу — выиграл первый этап Вуэльты Мурсии, а также стал лучшим в спринтерской классификации Тура Польши, который он закончил на девятом месте.
В 2008 году Рохас впервые поднялся на подиум многодневной велогонки — стал третьим в общем зачёте австралийского Тур Даун Андер а также выиграл белую майку лучшего молодого гонщика этой гонки. Кроме этого в 2008 году испанец выиграл Trofeo Pollença, а на престижной гонке Ваттенфаль Классик в Гамбурге занял пятое место.
В следующем году Рохас повторил успех предыдущего года — защитил своё третье место и майку лучшего молодого гонщика Тур Даун Андер, а в 2010 году Хосе Хоакин стал лучшим спринтером гонки Четыре дня Дюнкерка, на которой, однако, не выиграл ни одного этапа.
Более успешным для испанца стал сезон 2011, который его команда «Caisse d'Epargne» начала с новым именем «Movistar Team». Рохас выиграл Trofeo Deià и один из этапов Вуэльты Каталонии, а в конце июня в Кастельон-де-ла-Плана на чемпионате страны он опередил Альберто Контадора и впервые стал чемпионом Испании. Спустя неделю благодаря стабильным выступлениям в спринте Рохас стал промежуточным лидером спринтерской классификации Тур де Франс, что позволило ему примерить зелёную майку.

## Выступления
2003
1-й  Чемпионат Испании среди юношей в индивидуальной гонке
2006
1-й  Горная классификация Тиррено — Адриатико
2007
1-й Этап 1 Вуэльта Мурсии
9-й Гент — Вевельгем
9-й Тур Польши
1-й  Очковая классификация
2008
1-й Trofeo Pollença
3-й Тур Даун Андер
1-й  Молодёжная классификация
5-й Ваттенфаль Классик
7-й Гент — Вевельгем
2009
1-й Этап 2 Tour de l'Ain
3-й Тур Даун Андер
1-й  Молодёжная классификация
2010
2-й Gran Premio dell'Insubria-Lugano
3-й Четыре дня Дюнкерка
1-й  Очковая классификация
2011
1-й  Чемпионат Испании в групповой гонке
1-й Этап 6 Вуэльта Каталонии
1-й Trofeo Deià
2-й Классика Альмерии
3-й Trofeo Magaluf-Palmanova
4-й Тур дю От-Вар
5-й Ваттенфаль Классик
7-й Тур Пуату — Шаранты
7-й Гран-при Плуэ
8-й Пипл’с Чойс Классик
10-й Trofeo Cala Millor
2012
1-й Этап 1 Тур Страны Басков
2013
3-й Trofeo Campos–Santanyí–Ses Salines
4-й Ваттенфаль Классик
5-й Trofeo Platja de Muro
6-й Вуэльта Кастилии и Леона
6-й Trofeo Palma de Mallorca
8-й Пипл’с Чойс Классик
2014
Вуэльта Кастилии и Леона
1-й  Очковая классификация
1-й Этап 1
4-й Париж — Ницца
5-й Вуэльта Мурсии
6-й Классика Альмерии
2015
1-й Этап 1 Тур Катара
3-й Trofeo Santanyi-SesSalines-Campos
4-й Circuito de Getxo
4-й Trofeo Serra de Tramuntana
5-й Джиро дель Пьемонте
2016
1-й  Чемпионат Испании в групповой гонке
10-й Классика Альмерии
2017
3-й Вуэльта Риохи
5-й Амстел Голд Рейс
10-й Гран-при Индустрия и Артиджанато ди Ларчано
2018
6-й Трофео Маттеотти
8-й Trofeo Palma
9-й Вуэльта Мурсии
2019
5-й Классика Альмерии
9-й Trofeo Serra de Tramuntana
10-й Trofeo Palma

## Статистика выступлений

### Гранд-туры
| Гонка          | 2007 | 2008 | 2009 | 2010 | 2011 | 2012 | 2013 | 2014 | 2015 | 2016 | 2017 | 2018 | 2019 |
| -------------- | ---- | ---- | ---- | ---- | ---- | ---- | ---- | ---- | ---- | ---- | ---- | ---- | ---- |
| Джиро д'Италия | НФ   | —    | —    | —    | —    | —    | —    | —    | —    | 49   | 50   | —    |      |
| Тур де Франс   | —    | —    | 84   | 68   | 80   | НФ   | 79   | НФ   | —    | —    | —    | НФ   |      |
| Вуэльта        | —    | —    | —    | —    | —    | НФ   | —    | —    | 43   | НФ   | 22   | —    |      |

| —  | Не участвовал  |
| НФ | Не финишировал |